# Kuniaki Kobayashi
Kuniaki Kobayashi (小林邦昭, Kobayashi Kuniaki), né le 11 janvier 1956 à Komoro (préfecture de Nagano) et mort le 9 septembre 2024, est un lutteur professionnel japonais, surtout connu pour être le rival générationnel du célèbre personnage de Tiger Mask dans le puroresu japonais.
Il participe à de nombreux matchs acclamé contre les deux premiers Tiger Masks : Satoru Sayama et Mitsuharu Misawa.
Kobayashi meurt d'un cancer du pancréas le 9 septembre 2024, à l'âge de 68 ans.

## Biographie

### Jeunesse
Kuniaki Kobayashi est le troisième enfant de Hyakunosuke et Sho Kobayashi. Il a deux frères et deux sœurs. Au lycée, il participe à des compétitions de kendo et de lancer de poids.

## Championnats et réalisations
- All Japan Pro Wrestling
  - NWA International Junior Heavyweight Championship (1 fois)
  - World Junior Heavyweight Championship (1 fois)
- New Japan Pro-Wrestling
  - IWGP Junior Heavyweight Championship (1 fois)
  - Les plus grands lutteurs (Classe 2009)[4]
- NWA Hollywood Wrestling
  - NWA Americas Heavyweight Championship (1 fois)
- Pro Wrestling Illustrated
  - Le PWI l'a classé 256ème parmi les 500 meilleurs lutteurs simples au cours des PWI Years en 2003.
- Tokyo Sports
  - Effort Award (1978)[5]
  - Service Award (2000)
- Wrestling Observer Newsletter
  - Match of the Year (1985) contre Tiger Mask II le 12 juin